# Zubowszczina (rejon smoleński)
Zubowszczina (ros. Зубовщина) – wieś (ros. деревня, trb. dieriewnia) w zachodniej Rosji, w osiedlu wiejskim Chochłowskoje rejonu smoleńskiego w obwodzie smoleńskim.

## Geografia
Miejscowość położona jest nad rzeką Łubnia, przy drodze federalnej R135 (Smoleńsk – Krasnyj – Gusino), 3,5 km od drogi federalnej R120 (Orzeł – Briańsk – Smoleńsk – Witebsk), 19 km od drogi magistralnej M1 «Białoruś», 3 km od centrum administracyjnego osiedla wiejskiego (Chochłowo), 13,5 km od Smoleńska, 8 km od najbliższej stacji kolejowej (Gniezdowo).
W granicach miejscowości znajdują się ulice: Anisowaja, Dalniewostocznaja, Eniergietikow, Jantarnaja, Kuźmienkowa, Lesnaja, Lesnoj pierieułok, Ługowaja, Priwolnaja, Riecznaja, Siewiernaja, Siewiernyj pierieułok, Żasminowaja.

## Demografia
W 2010 r. miejscowość zamieszkiwały 124 osoby.